# Androctonus finitimus
Espèce
Synonymes
- Prionurus finitimus Pocock, 1897

Androctonus finitimus est une espèce de scorpions de la famille des Buthidae.

## Distribution
Cette espèce est endémique du Sind au Pakistan.
Sa présence en Inde est incertaine.

## Description
Le mâle holotype mesure 76 mm.
Androctonus finitimus mesure de 65 à 80 mm.

## Publication originale
- Pocock, 1897 : « Descriptions of some new species of scorpions from India. » Journal of the Bombay Natural History Society, vol. 11, p. 102–117 (texte intégral).